# Ровный (Степновский район)
Ро́вный — хутор в Степновском районе (муниципальном округе) Ставропольского края России.

## География
Расстояние до краевого центра: 215 км.
Расстояние до районного центра: 21 км.

## История
До 16 марта 2020 года входил в состав упразднённого Верхнестепновского сельсовета.

## Население
| 1989 | 2002 | 2010 | 2014 |
| ---- | ---- | ---- | ---- |
| 183  | ↘181 | ↘148 | ↗200 |

По данным переписи 2002 года, в национальной структуре населения преобладают русские (87 %).

## Инфраструктура
Общественное открытое кладбище. Находится примерно в 6287 м по направлению на юго-запад от дома № 7 по улице Советской. Площадь участка 11 805 м².

## Люди, связанные с хутором
Шурховецкий Анатолий Аркадьевич (3.05.1960), тракторист фермы № 2 племенного завода «Восток», Заслуженный работник сельского хозяйства РФ, Герой труда Ставрополья